# Efecto Franssen
El efecto  Franssen es una ilusión auditiva por la que el oyente localiza incorrectamente un sonido. Fue descubierto en 1960 por Nico Valentinus Franssen (1926– 1979), físico e inventor neerlandés. Hay dos experimentos clásicos, los cuales están relacionados con el efecto Franssen, denominados efecto Franssen F1 y efecto Franssen F2.

## Efecto Franssen F1
Se colocan dos altavoces a la izquierda y derecha del oyente, situados a aproximadamente a 1 metro de distancia suyo, y aproximadamente con un ángulo de 45°.
El altavoz izquierdo comienza de repente produciendo un tono puro agudo. Los dos altavoces son complementarios el uno del otro: i.e., cuando el volumen de uno aumenta, el otro disminuye. Se le hace decrecer de forma exponencial, y el altavoz correcto deviene la fuente principal  del sonido. La ilusión interesante que se consigue es que el oyente percibe el sonido como un sonido único proviniendo del altavoz izquierdo, a pesar de que el altavoz correcto ha estado encendido la mayoría del tiempo.

## Efecto Franssen F2
Dentro de una habitación (auditorio)  hay 2 altavoces en posiciones diferentes. Al principio de la prueba, el altavoz 1 emite una señal sinusoidal con un flanco de ataque de fuerte pendiente. Posteriormente el poder de este altavoz constante de restos. Los oyentes pueden localizar esto el altavoz fácilmente. Durante la  parte estacionaria de la envolvente de la señal es muy smoothly apagado encima del altavoz 1 al altavoz 2. A pesar de que el altavoz 2 emite todo el sonido al final, los acontecimientos auditivos del oyente quedan en la posición del altavoz 1. Esto localización errónea permanece, incluso si demostrativamente los tapones de supervisor de la prueba de los cables del altavoz 1.

### Conclusiones
Este efecto da alguna información sobre la capacidad del sistema auditivo humano para localizar fuentes de sonido en habitaciones cerradas:
- El sistema auditivo humano es capaz de localizar una fuente de sonido en campos de sonido reverberantes, si  hay cambios de señal rápida o inicios de señal (el altavoz 1 era correctamente localizado al principio del experimento).
- El sistema auditivo humano no es capaz de localizar señales con una amplitud y espectro constantes en campos de sonido  reverberantes (el apagarse del altavoz 2 no fue reconocido por los oyentes.)
- Cuando ninguna fuente de sonido puede ser localizada, la dirección de los restos de la última fuente del sonido permanece como la dirección percibida (el acontecimiento auditivo permanece en el altavoz 1, a pesar de que altavoz 2 emite todo el sonido al final del experimento.)

Cuando mirando al sonido, que cual llega a los oídos del oyente, aparece la situación siguiente:
- A principios del experimento, cuando el altavoz 1 había empezado a emitir sonido, hubo un corto periodo de tiempo en que solo el sonido directo de altavoz 1 llegaba a los oídos del oyente. En ese periodo de tiempo la localización del altavoz 1 era seguramente posible, porque no había sido todavía perturbado por las reflexiones de las paredes.
- Algunos milisegundos más tarde el sonido de las reflexiones llegadas de las paredes perturbaba la localización de la fuente de sonido.
- Durante el apagado el nivel y el espectro del  sonido emitido permanecían constantes. Esto apagado estaba enmascarado por las muchas reflexiones de pared de la situación de sonido anterior. Evidentemente en esta fase no era posible ninguna localización de una fuente de sonido.
- Al final, cuando solamente el altavoz 2 emite sonido, la situación era bastante similar, el sonido de las reflexiones de las paredes, que llegaban simultáneamente, impedía la localización de esa fuente de sonido.

Como consecuencia el sistema auditivo parece ser solo capaz de localizar fuentes de sonido en un entorno reverberante al inicio de sonido o en cambios espectrales más grandes. Entonces el sonido directo de la fuente de sonido prevalece al menos en algunas gamas de frecuencia y la dirección de la fuente de sonido puede ser determinada. Algunos milisegundos más tarde, cuándo llega el sonido de las reflexiones de pared, una fuente de sonido localización parece no más para ser posible. Mientras no sea posible localizar ninguna nueva localización, los sistemas auditivos parecen mantener la última dirección localizada como la dirección percibida de la fuente de sonido .